# 狸力

圖出自《古今圖書集成·博物彙編·禽蟲典·第一百二十三卷》。

狸力，豬狀獸，腳後有突起（類雞爪後方，位置稍高突起之一爪），聲音如狗吠。具操土之能，地方見其姿則興土木。